# Bernarda Brunović
Bernarda Brunović (Dietikon, 11 november 1993), beter bekend onder haar artiestennaam Bernarda, is een Zwitsers-Kroatisch zangeres. Ze nam deel aan Die grosse Entscheidungs Show 2011, Dora 2019, Dora 2021 en Dora 2022, de Zwitserse en Kroatische preselecties voor het Eurovisiesongfestival. Voorheen stond ze bekend onder de artiestennaam Bernarda Bruno.

## Biografie
Brunović werd in 2010 geselecteerd om mee te doen aan Die grosse Entscheidungs Show, de Zwitserse preselectie voor het Eurovisiesongfestival 2011. Op 11 december 2010 trad ze aan met het nummer Confidence, waarmee ze op de tweede plaats eindigde met 13.36% van de stemmen. Tussen 2014 en 2017 bracht Brunović drie singles uit in de Kroatische taal, "Olujna noć", "Gdje da nađem mir" en "Ti i ja". Ze deed in 2018 mee aan het achtste seizoen van The Voice of Germany. Ze wist hier de halve finale te bereiken. Brunović werd op 17 januari 2019 als een van de zestien kandidaten aangekondigd van Dora 2019, de nationale finale van Kroatië om te bepalen wie het land vertegenwoordigd  op het Eurovisiesongfestival 2019. Ze trad hier aan met het nummer I believe in true love. Ze eindigde op de zesde plaats met negen punten. Twee jaar later waagde ze een nieuwe poging. Op 15 december 2020 werd Brunović's deelname aan Dora 2020 bevestigd. Op 13 februari 2021 trad ze aan met het nummer Colors, geschreven door haarzelf en Boris Milanov. Brunović eindigde op de zevende plaats met 99 punten waarvan 77 van de vakjury's en 22 punten van de thuisstemmers.  Het volgende jaar deed ze voor de derde maal mee aan Dora 2022, waar ze nu meedeed met het nummer Here for love. In de finale op 19 februari van Dora 2022 op 19 februari 2022 eindigde ze op de vierde plaats met een puntentotaal van 111.

## Discografie

### Singles
- 2011: Confidence
- 2014: Olujna noć
- 2016: Gdje da nađem mir
- 2016: Ti i ja
- 2019: I Believe in True Love
- 2020: Nebo
- 2021: Colors
- 2022: Here for Love

- International Standard Name Identifier: 0000 0004 8392 8567
- MusicBrainz: defd169d-4732-46af-a346-409a6eb26da9
- Virtual International Authority File: 28158628089322920178